# Pachín
Enrique Pérez Díaz, més comunament anomenat Pachín, (Torrelavega, 28 de desembre de 1938 - 10 de febrer de 2021) va ser un futbolista espanyol que jugava com a defensa.

## Carrera esportiva

### Club
Jugador del Reial Madrid, va passar a prop de 10 temporades al club. Va set vegades campió de lliga i va assolir dues Copes d'Europa. Va jugar com a titular la final de la Copa d'Europa de 1960, que el Madrid va guanyar contra l'Eintracht Frankfurt al Hampden Park de Glasgow, i que va tancar per al club madrileny la ratxa de cinc victòries consecutives a la Copa d'Europa.
També va jugar com a titular la final de la Copa d'Europa de 1962, que el Madrid va perdre contra el SL Benfica per 3 a 5 a l'Estadi Olímpic d'Amsterdam, i que representava la segona victòria consecutiva de l'equip portuguès en la competició.
També va jugar com a titular la final de la Copa d'Europa de 1964, que el Madrid va perdre contra l'Inter de Milà per 1 a 3 al Praterstadion de Viena, la primera victòria del club italià en la competició. També va jugar com a titular la final de la Copa d'Europa de 1966, que el Madrid va guanyar contra el FK Partizan per 2 a 1 a l'Estadi Heysel, de Brussel·les, la sisena Copa d'Europa madridista.
En el transcurs de la seva carrera de jugador, va jugar 33 partits en la Copa d'Europa i 195 partits a les divisions professionals espanyoles.

### Internacional
Pachín fou seleccionat 8 vegades amb l'equip d'Espanya entre 1960 i 1963.
Juga el seu primer partit en l'equip espanyol el 15 de maig de 1960 contra Anglaterra i el seu últim el 30 de maig de 1963 contra Irlanda del Nord.
Va formar part de la selecció espanyola al Mundial de Futbol de 1962 organitzat a Xile. Durant el mundial, juga dos partits: contra Mèxic i contra el Brasil.

## Carrera

### Jugador
- 1956-1957: Gimnástica de Torrelavega
- 1957-1958: Burgos CF
- 1958-1959: CA Osasuna
- 1959-1968: Reial Madrid CF
- 1968-1969: Reial Betis

### Entrenador
- 1973-1974: Reial Madrid CF (joves)
- 1974-1975: Galáctico Pegaso
- 1975-1976: Getafe Deportivo
- 1976-1977: CA Osasuna
- 1977-1978: AD Ceuta
- 1978-1979: Reial Valladolid
- 1979-1981: Llevant UE
- 1981: Córdoba CF
- 1982: AD Almería
- 1982-1983: Hércules CF
- 1984-1985: Llevant UD
- 1985-1986: Albacete Balompié
- 1987-1988: Llevant UD
- 1988-1989: Granada CF

## Palmarès
Amb el Real Madrid:
- Guanyador de la Lliga de Campions de la UEFA el 1960 i el 1966
- Guanyador de la Copa Intercontinental de 1960
- Campió de lliga el 1960-1961, 1961-1962, 1962-1963, 1963-1964, 1964-1965, 1966-1967 i 1967-1968
- Guanyador de la Copa del Rei de futbol el 1962